# Lar Park Lincoln
Laurie Jill Park (Dallas, 12 de maio, 1961 – 22 de abril de 2025) foi uma atriz estadunidense.

## Vida pessoal
Mais conhecida como Lar Park Lincoln seu nome de registro, nasceu em Dallas no Texas, ficou conhecida pelo seu papel em "Friday the 13th Part VII: The New Blood" como Tina Shepard. Também por outros trabalhos aparições em filmes.

## Morte
Lincoln morreu no dia 22 de abril de 2025, aos 63 anos.

## Filmografia
| Título                                       | Ano  | Papel          |
| A Casa do Espanto II                         | 1987 | Kate           |
| The Princess Academy                         | 1987 | Cindy Cathcart |
| Knots Landing                                | 1987 | Linda Fairgate |
| Sexta-Feira 13 - Parte 7: A Matança Continua | 1988 | Tina Shepard   |
| Black Friday                                 | 2008 | Darla          |